# Nordchinakraton

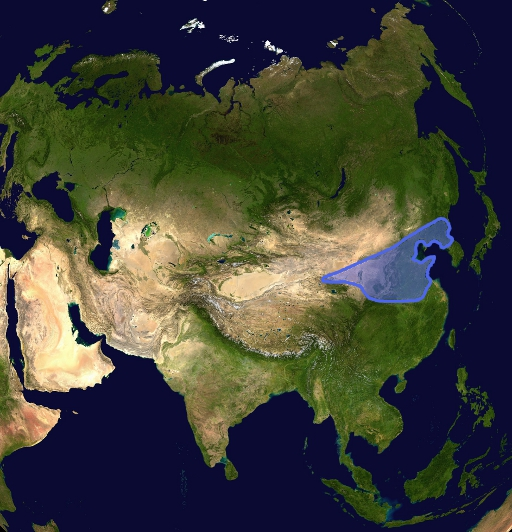
Heutige Lage des Kerns des Nordchinakratons

Der Nordchinakraton – auch bekannt als Nordchinesischer Kraton oder auch Sinokoreanischer Kraton – ist einer der kleineren kontinentalen Kratone der Erde. Er umfasst eine Fläche von etwa 1,7 Millionen Quadratkilometern im nordöstlichen China, nördlichen Korea und südlichen Teil der Mongolei.

## Geologische Geschichte
Der Nordchinakraton besteht aus mehreren größeren Blöcken, die über die Zeit durch Kollisionen mit anderen kontinentalen Landmassen stark gekippt und gefaltet wurden. Die Hauptblöcke des Nordchinakratons sind der östliche Block und der westliche Block, die durch einen zentralen orogenen Gebirgsgürtel (Central Orogenic Belt) verbunden bzw. verschweißt wurden. Der Central Orogenic Belt erstreckt sich vom westlichen Liaoning über Peking bis zum westlichen Henan und enthält hauptsächlich magmatisches Gestein aus dem Paläoproterozoikum. Westlich dieser Zone erstreckt sich der westliche Block über Shanxi, Shaanxi, die Innere Mongolei und das nördliche Gansu. Dieser Block ist der älteste und stabilste Teil des Kratons und enthält einige der ältesten und mineralogisch interessantesten Gesteine Asiens, besonders in den Gebieten der Inneren Mongolei mit seinen Großlagerstätten (Bayan-Obo-Mine, Bürentsogt usw.) an wirtschaftlich interessanten Erzen.
Der östliche Block ist, unüblich für einen Kraton, massiv von Krustenausdünnung betroffen, die im Mesozoikum begann und die Krustendicke von ursprünglich 200 km auf 80 km reduzierte. Im Changbai-Gebirge und Shandong gab es großflächigen Vulkanismus im Tertiär.
Vor der Trias war der Nordchinakraton ein unabhängiger Kontinent, der vom Ozean umschlossen war. Während des Großteils des Paläozoikums lag er in der Nähe des Nordpols; bis zur Kollision mit dem Sibiria-Kontinent bildete er so die nördlichste größere Landmasse der damaligen Erde.